# Nanospots

Logo der Initiative nanospots

Die Initiative nanospots richtet seit 2011 einen bundesweiten Kurzfilm-Wettbewerb zum Thema Nanotechnologie aus. Ausgewählte Kurzfilme werden anschließend auf dem jährlichen Nano-Kurzfilm-Festival in Halle (Saale) der Öffentlichkeit präsentiert. Ziel der Initiative nanospots ist neben der Präsentation deutschlandweiter Forschungsprojekte in Form von Kurzfilmen auch der Diskurs zwischen Wissenschaftlern und Publikum über Grenzen und Möglichkeiten der Nanotechnologie. Die Moderation der einzelnen Festivals und Podiumsdiskussionen wird seit 2012 von der Journalistin und Fernsehmoderatorin Yve Fehring übernommen.

## Festivalstruktur
Auf dem Kurzfilm-Festival präsentieren Naturwissenschaftler und Filmschaffende gemeinsam produzierte Kurzfilm zu einem jährlich wechselnden Thema aus dem Bereich Nanotechnologie. Dem dotierten Festival ist dabei eine Wettbewerbsrunde vorgelagert, in der eine Jury die besten 10 Filme aus allen Einsendungen auswählt. Auf dem Festival werden drei Preisträger durch ein anonymisiertes Live-Voting des Publikums festgelegt.
Die Themen der Wettbewerbe von 2012 bis 2014 waren „Leben mit Nano: Der Mensch zwischen Natur und Hightech“, „Gefühlt Nano? Wie fühlt sich Nano an?“, „Die Welt verändern mit Nano – wie sieht unser Leben 2020 aus“.

## Förderung der Initiative
Die Initiative ist ein Projekt des Netzwerkes nano4women und wurde von 2012 bis 2014 gefördert von der VolkswagenStiftung in ihrer Förderinitiative „Wissenschaftsvermittlung und - kommunikation“, Carl Zeiss Microscopy, der Bethge Stiftung und der Aktionslinie Hessen-Nanotech gefördert. Die Leitung des Wettbewerbs und des Festivals führt zurzeit Prof. Ralf B. Wehrspohn (Martin-Luther-Universität Halle-Wittenberg) in Kooperation mit Ilka Bickmann (science2public – Gesellschaft für Wissenschaftskommunikation).